# 羽村郵便局
羽村郵便局（はむらゆうびんきょく）は東京都羽村市にある郵便局。民営化前の分類では集配普通郵便局であった。

## 概要
住所：〒205-8799 東京都羽村市緑ヶ丘5-3-2

## 沿革
- 1896年（明治29年）11月1日 - 羽村郵便局（三等）として開設[1]。
- 1898年（明治31年）11月16日 - 貯金預所を設置。
- 1899年（明治32年）9月16日 - 為替取扱所を設置。
- 1955年（昭和30年）4月1日 - 風景入通信日付印の使用を開始[2]。
- 1964年（昭和39年）1月30日 - 電話交換および和文電報配達業務を、福生電報電話局に移管。
- 1975年（昭和50年）5月12日 - 西多摩郡羽村町羽から同町五ノ神に移転。
- 1975年（昭和50年）7月1日 - 特定郵便局から普通郵便局に局種別改定。
- 1992年（平成4年）10月1日 - 郵便番号を190-11から205に変更[3]。
- 1998年（平成10年）9月1日 - 外国通貨の両替および旅行小切手の売買に関する業務取扱を開始。
- 2000年（平成12年）10月23日 - 羽村市緑ヶ丘一丁目5-13から同市緑ヶ丘五丁目3-2に移転。
- 2004年（平成16年）8月2日 - 瑞穂郵便局から集配業務を移管[4]。
- 2007年（平成19年）10月1日 - 民営化に伴い、併設された郵便事業羽村支店に一部業務を移管。
- 2012年（平成24年）10月1日 - 日本郵便株式会社の発足に伴い、郵便事業羽村支店を羽村郵便局に統合。

## 取扱内容
- 郵便、印紙、ゆうパック、内容証明
- 貯金、為替、振替、振込、国際送金、外貨両替・トラベラーズチェック、国債、投資信託
- 生命保険、バイク自賠責保険、自動車保険
- ゆうちょ銀行ATM
- ゆうゆう窓口

### 集配エリア
羽村市全域、西多摩郡瑞穂町全域、青梅市の一部、西多摩郡奥多摩町の一部

## 周辺
- 羽村市役所
- 羽村市スポーツセンター
- 日野自動車羽村工場
- 青梅信用金庫羽村支店

## アクセス
- JR青梅線 羽村駅から徒歩約15分、もしくは小作駅から徒歩約18分
- JR青梅線 羽村駅から西東京バス　栄町・新町９丁目循環もしくは西東京団地行き羽村市役所停留所下車
- 羽村市コミュニティバス「はむらん」 羽村市役所停留所下車
- 首都圏中央連絡自動車道（圏央道） 青梅ICから南へ約4km、日の出ICから北東へ約6km
- 駐車場あり：20台